# Jason Mewes
Jason Mewes (Highlands, Nueva Jersey; 12 de junio de 1974) es un actor, cómico, productor de cine y podcaster estadounidense. Ha aparecido en varias películas independientes, pero su papel más conocido es el del vendedor de drogas mal hablado "Jay", personaje recurrente en las películas de Kevin Smith, del que es amigo desde la adolescencia.
Actualmente vive con Kevin Smith, la mujer de este Jennifer Schwalbach, los padres de ella, y la hija de Smith, Harley Quinn en su casa de Los Ángeles.

## Biografía
Mewes nació el 12 de junio de 1974 en Highlands, Nueva Jersey, y creció en un barrio obrero. Nunca conoció a su padre, y su madre era ex convicta y adicta a la heroína , y fue criado por su tía durante la mayor parte de su infancia mientras su madre permanecía en la cárcel. Cuenta Mewes: "Solía registrarse en hoteles, coger televisores y venderlos... Supongo que realmente no tiene gracia, pero es raro porque estaba tan jodida... Solía robar correo. Solía conducir con ella y se paraba y me hacía meter la mano en los buzones. No era nada agradable". Aunque esta exposición a las drogas al principio le sirvió para sentir aversión por ellas, finalmente empezó a consumirlas tras graduarse en el Henry Hudson Regional High School.

#### Amistad con Kevin Smith
Mewes fue presentado a Kevin Smith a través de sus amigos comunes Walt Flanagan y Bryan Johnson. Al principio, a Smith no le caía muy bien Jason, porque sentía que le estaba quitando el rol de "gracioso" dentro del grupo, y a veces se encontraría sentado en el asiento trasero del coche mientras Mewes estaba en la parte de delante entreteniendo a Flanagan y Johnson con expresiones poco convencionales como "Neh!" o "Snootchie Bootchies" (que significan básicamente "estoy bromeando"). Finalmente, Walt y Bryan se aburrieron de Mewes y fue olvidado por Kevin Smith, al que todavía no caía bien.
Después de un encuentro, Jason Mewes y Smith pasaron a ser inseparables, uniéndose a Kevin y sus amigos para jugar al hockey (para lo cual Kevin tuvo que comprarle unos patines) e ir a ver películas (para lo que Smith tuvo que también comprarle las entradas). Por esta época, Mewes no bebía, ni tomaba drogas, ni tenía relaciones sexuales, y Smith y sus amigos intentarían que quedara con chicas, lo cual no dio buenos resultados.
Kevin Smith solía decirle a Mewes que "alguien debería ponerle en una película algún día", y ese alguien resultaría ser el mismo Smith.

## Trayectoria
Kevin Smith dejó Highlands para ir a la Escuela de Cine de Vancouver (Vancouver Film School) a principios de los noventa, aunque volvería unos meses después. A su vuelta, encontró que Mewes había empezado a fumar marihuana, a beber y a mantener numerosas relaciones sexuales. Sin embargo, en ese momento, no era mucho de lo que preocuparse y Smith le dio un papel en su primera película, "Clerks", de bajo presupuesto y en blanco y negro, sobre un día en la vida de dos dependientes de tienda, Dante y Randal. La película fue filmada en la tienda de 24 horas donde trabajó Smith, Quick Stop, donde también había trabajado Mewes en alguna ocasión, y le dio el papel de Jay, mejor amigo de Bob el Silencioso, interpretado por el propio Smith. "Jay" estaba basado en el propio Jay Mewes, pero había cambiado tanto en seis meses que Smith tuvo que enseñarle a Jay cómo ser Jay.
La película fue finalmente distribuida por Miramax, se convirtió en un filme de culto, y los personajes de Jay y Bob el Silencioso pronto pasaron a ser legendarios. De hecho, una de las escenas favoritas de gran parte del público es en la que los dos personajes bailan delante de la tienda de 24 horas, un hecho que siempre ha enfadado a Smith, que había gastado mucho tiempo en los diálogos para luego encontrarse que todo el mundo alababa una escena completamente sin diálogos.
Después del éxito de "Clerks", continuaron con la siguiente película de Smith, "Mallrats", en Minnesotta. Jay y Bob el Silencioso volvían a aparecer (comenzando de esta manera una serie de conexiones entre los filmes llamado View Askewniverse, el Universo View Askew) pero el estudio parecía reacio a darle el papel de Jay a Mewes, e hicieron pruebas a otros actores, entre ellos Seth Green y Breckin Meyer. Finalmente dejaron a Mewes unirse a la película con cuatro condiciones:
1. A diferencia del resto de actores, no volaría a Minnesotta con el dinero del estudio.
2. A diferencia del resto de actores, no se hospedaría en su propia habitación de hotel durante los ensayos, sino que estaría en la habitación de Kevin Smith durante su período de prueba.
3. A diferencia del resto de actores, no se le pagaría durante el mes de ensayos en Minnesotta.
4. Si después de su primer día de rodaje el estudio consideraba que no valía la pena, sería reemplazado por Seth Green.

Resulta que, al estudio le gustó tanto la actuación de Mewes, que empezaron a planear una campaña publicitaria alrededor de la expresión que Jay utilizaba "Snootchie Bootchies". Se convirtió en una de las personas más populares entre el equipo de la película. Una vez que "Mallrats" estuvo terminada, tuvo mucho éxito en un pase en el San Diego Comic-Con en 1995, donde se decía que Mewes sería el "next big thing" (próxima gran cosa, personaje con mucho éxito). En cambio la película fracasó en taquilla (aunque luego se convertiría en una película de culto, en parte gracias a las interpretaciones de Jay y Kevin como Jay y Bob el Silencioso) y la moda disminuyó.
Además, Jason había participado, junto a otras personas que también estaban en "Mallrats", en una película de bajo presupuesto llamada "Drawing Flies", dirigida por Malcolm Ingram y Matt Grising, amigos de Kevin Smith, en Vancouver. Durante el rodaje, Mewes esnifó heroína en un parque por primera vez. En cambio, renunció a inyectarse porque a su madre, nuevamente puesta en libertad a principios de ese año, le habían diagnosticado el VIH. Mewes pensó que si sólo esnifaba heroína y no se la inyectaba, estaría bien. Después del fracaso de "Mallrats" y el rodaje de "Drawing Flies", estuvo viviendo con su madre en Nueva Jersey, mientras Smith pasaba la mayor parte del tiempo en Los Ángeles con su novia Joey Lauren Adams. Tras gastarse el dinero ganado con las películas, Mewes estuvo trabajando como techador por el día y repartiendo pizzas por la noche.

## Adicción a la heroína y recuperación

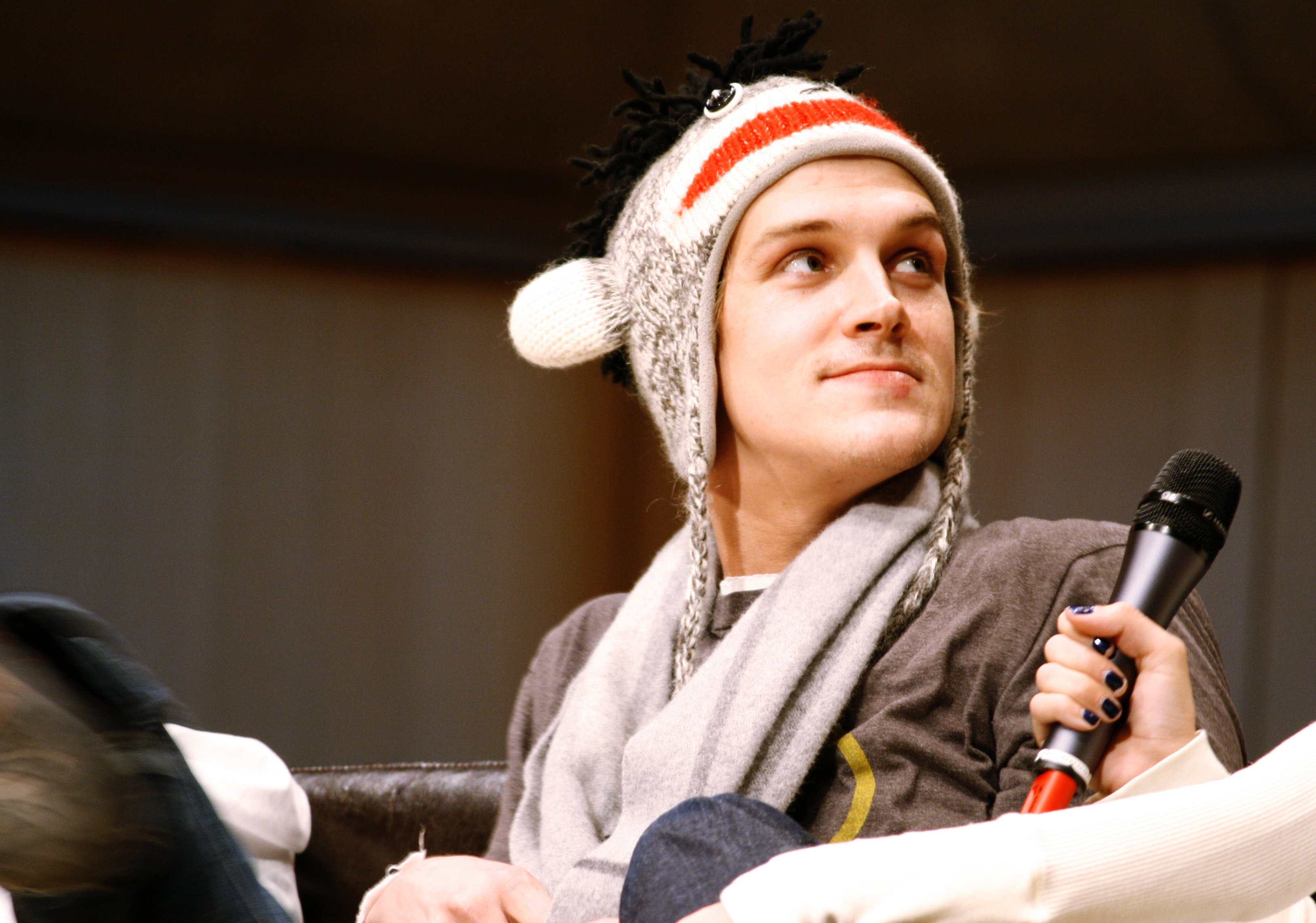
Jay "Jay y Silent Bob" son personajes ficticios interpretados por Jason Mewes y Kevin Smith, respectivamente, en el View Askewniverse de Kevin Smith, un universo ficticio creado y utilizado en la mayoría de las películas, cómics y programas de televisión escritos y producidos por Smith, comenzando con Clerks.

Cuando Kevin Smith volvió a Nueva Jersey para grabar "Persiguiendo a Amy", protagonizada por Ben Affleck y Joey Lauren Adams, no necesitaba a Mewes tanto como en las películas anteriores, ya que Jay y Bob el Silencioso tan sólo aparecían en una escena de 10 minutos que fue rodada durante una noche. Jason había memorizado todo su diálogo, y pudo decirlo sin ninguna dificultad, mientras a Smith se le hizo difícil el largo monólogo que había escrito para sí mismo como Bob el Silencioso.
"Persiguiendo a Amy" fue estrenada, y los 12 millones de dólares que recaudó, habiendo gastado únicamente 250.000 dólares, le sirvieron a Smith para hacer "Dogma", donde Jay y Bob el Silencioso aparecían más que en ninguna otra película. Kevin y Jason asistieron a un acto benéfico por el SIDA presentado por Harvey Weinstein, el presidente de Miramax, que después de saber que la madre de Mewes era seropositiva, le prometió conseguirle los mejores médicos en Nueva York. Poco después, Smith abrió su propia tienda de cómics, llamada Jay and Silent's Bob Secret Stash, en Red Bank, Nueva Jersey. Mewes le pidió trabajar allí a jornada completa, pero unos meses después de la apertura de la tienda, Smith se encontraría en varias ocasiones a clientes esperando a que Mewes volviese. Después de negárselo varias veces, Jason admitió que estaba enganchado a la heroína.
Smith trasladó a Jay de la casa de su madre a su apartamento en Red Bank. La noche anterior al día en que Mewes comenzó un programa de tratamiento con metadona, sufriendo el síndrome de abstinencia por no tomar heroína, le suplicó a Smith que le diese dinero para comprar heroína, y finalmente se lo dio. El tratamiento parecía funcionar, y Mewes empezó a desengancharse de las drogas, pasando más y más tiempo con Kevin Smith. Para el rodaje de "Dogma" no sólo se aprendió su diálogo, sino el guion completo.

## Dogma y adicción a la heroína

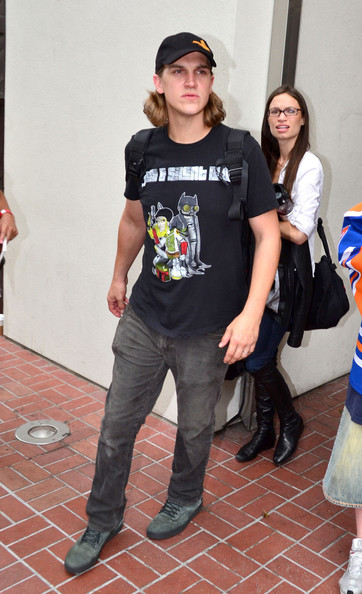
Mewes en 2013

Mientras rodaban "Dogma", Kevin Smith y su amigo y también productor Scott Mosier le pidieron a la nueva novia de Mewes, Stephanie, a cambio de un sueldo de 300 dólares semanales, que ejerciera de ayudante de Jason durante el rodaje, y además le vigilara para saber si volvía a tomar drogas. Pero lo que no sabían es que, con dos sueldos, el de Mewes como actor y el de Stephanie como ayudante, ambos tomaban drogas, y aunque Jason a veces se quedaba dormido mientras grababan, Smith no se dio cuenta de que esto era una señal de que había vuelto a consumir drogas.
Por aquel entonces, Smith se había casado con Jennifer Schwalbach, ella estaba embarazada y se habían mudado a una nueva casa. Jason y Stephanie se quedaron en la casa de la madre de este, hasta que Smith se enteró de que estaba tomando heroína otra vez. Los trasladó a su casa, pero durante una fiesta, Mewes estuvo en el baño durante una hora, lo que le hizo sospechar a Smith y como, aunque había estado fumando cocaína, al preguntarle si tomaba drogas Jason lo negó, Kevin le echó de su casa, mientras que Stephanie pudo quedarse. Poco después, le volvió a permitir quedarse en su casa. Los padres de Stephanie, llamaron a Kevin Smith, porque la estaban buscando, este les contó que ella era drogadicta, y la llevaron de vuelta a Pittsburg. Smith de nuevo echó a Jason de su casa, porque estaba tomando drogas otra vez, así que fue a vivir con su madre, donde empezaría a tomar Oxycontin, un medicamento contra el dolor, a base de Oxicodona. Después de viajar con Smith a actos promocionales de "Dogma" en Francia e Inglaterra, Jason volvió a casa de Smith, y un mes después, aunque todavía estaba recuperándose, acudió con Kevin a Los Ángeles. Una noche, Jay le pidió a Smith su tarjeta de crédito para pagar un taxi, aunque esto era sólo una excusa, ya que se pasó toda la noche intentando conseguir drogas y luego destrozó su habitación de hotel. Kevin y Scott Mosier le internaron en un centro de rehabilitación, del que escapó y luego volvió, aunque le trasladarían a otro centro.
Kevin y Jennifer Schwalbach volvieron a Nueva Jersey, para que su hija, Harley Quinn Smith, naciera allí. Un mes después volvieron a Los Ángeles, donde Mewes ya se había recuperado. Pero para el estreno de "Dogma" pidió que su exnovia Stephanie estuviera allí, con la que estuvo en la habitación del hotel inyectándose heroína, después de cuatro meses sin tomar drogas. Después de meses sin verle, Smith le dijo a Jason que estaba escribiendo un guion para una película protagonizada por Jay y Bob el Silencioso, en la que él sería protagonista, pero la única condición que le exigió fue que dejara la heroína y el Oxycontin.

## Jay y Bob el Silencioso Contraatacan
Jason Mewes hizo un trato con Smith y Mosier, según el cual sólo podría beber alcohol por las noches durante el rodaje, y no tomaría drogas. Mantuvo su palabra hasta el último día, en que empezó de nuevo a consumir heroína. Poco después, su madre murió, aunque Smith no acudió al funeral. Mewes volvió a entrar en otro centro de rehabilitación, coincidiendo esta vez con su amigo Ben Affleck. Jason estuvo en casa de Smith hasta que le echó enfadado por volver a meterse en las drogas además de por la actitud que mantenía hacia Harley, su hija, que por aquel entonces tenía dos años (le decía que jugaría con ella pero nunca lo hacía).

## Recuperación
Dejó dos centros de rehabilitación que Ben Affleck había pagado por él, y se había emitido una orden de arresto por posesión de drogas en Nueva Jersey. Estuvo viviendo en la calle ocasionalmente hasta que fue a otro centro. En octubre del 2003, en la tienda de cómics de Smith, Jay and Silent Bob's Secret Stash; celebraron con una fiesta que Mewes estaba recuperado.

## Vida personal
Se casó con Jordan Monsanto en una ceremonia civil el 30 de enero de 2009. Su hija, Logan Lee, nació el 1 de abril de 2015. En noviembre de 2022 se hizo público que estaban esperando su segundo hijo. Su hijo, Lucien Lee Mewes, nació el 12 de febrero de 2023.

## Filmografía
- Clerks (1994)
- Mallrats (1995)
- Drawing Flies (1996)
- Chasing Amy (Persiguiendo a Amy) (1997)
- Spilt Milk (1999)
- Dogma (1999)
- Tail Lights Fade (1999)
- The Blair Clown Project (1999)
- Scream 3 (2000)
- Vulgar (2000)
- Jay and Silent Bob Strike Back (Jay y Bob el Silencioso contraatacan) (2001)
- R.S.V.P. (2002)
- High Times Potluck (2002)
- Hot Rush (2002)
- Powder: Up Here (2004)
- My Big Fat Independent Movie (2005)
- Feast (2005)
- Clerks II (2006)
- Bottoms Up (2006)
- Jack's Law (2006)
- Zack and Miri Make a Porno (2008)
- Shoot The Hero (2010)
- K-11 (2012)
- Vengeance (2014)
- Jay and Silent Bob Reboot (Jay y Bob el Silencioso: el reboot ) (2019)